# Saint-Jean-du-Bruel
Saint-Jean-du-Bruel település Franciaországban, Aveyron megyében. Lakosainak száma 665 fő (2022. január 1.). Saint-Jean-du-Bruel Nant, Sauclières, Causse-Bégon, Dourbies és Trèves községekkel határos.

## Népesség
A település népessége az elmúlt években az alábbi módon változott:
| Lakosok száma | 833  | 843  | 820  | 683  | 653  | 669  | 702  | 715  | 717  | 665  |
|               | 1968 | 1982 | 1990 | 2006 | 2013 | 2015 | 2017 | 2019 | 2020 | 2022 |